# To Whom It May Concern
A To Whom It May Concern című lemez a Bee Gees együttes tizenhatodik nagylemeze.
Ennél a lemeznél volt utoljára a Bee Gees-albumok producere Robert Stigwood.

## Az album dalai
1. Run to Me (Barry, Robin és Maurice Gibb) –  3:11
2. We Lost the Road (Barry és Robin Gibb) – 3:27
3. Never Been Alone (Robin Gibb) – 3:11
4. Paper Mache, Cabbages & Kings (Barry, Robin és Maurice Gibb) –  4:59
5. I Can Bring Love (Barry Gibb) – 2:06
6. I Held a Party (Barry, Robin és Maurice Gibb) –  2:35
7. Please Don't Turn Out the Lights (Barry, Robin és Maurice Gibb) –  1:59
8. Sea of Smiling Faces (Barry, Robin és Maurice Gibb) –  3:07
9. Bad Bad Dreams (Barry, Robin és Maurice Gibb) –  3:47
10. You Know It's for You (Maurice Gibb) – 2:56
11. Alive (Barry és Maurice Gibb) – 4:03
12. Road to Alaska (Barry, Robin és Maurice Gibb) –  2:38
13. Sweet Song of Summer (Barry, Robin és Maurice Gibb) –  5:04

## A számok rögzítési ideje
A dalok az IBC Stúdióban (London) lett rögzítve az alábbi időpontokban:
- 1971. január 28.: We Lost The Road
- 1971. június 12.: You Know It's For You, Bein' Home
- 1971. augusztus 19.: And For You
- 1972. október 13.: My World, Goodbye Blue Sky
- 1971. október 21.: Alive, On Time
- 1972. január 3.: Paper Mache Cabbages and Kings, The Happiest Days Of Your Life
- 1972. április 10.: Never Been Alone, I Can Bring Love
- 1972. április 12.: Run To Me, Please Don't Turn Out The Lights, Bad Bad Dreams
- 1972. április 17.: Sea Of Smiling Faces, I Held A Party, Sweet Song Of Summer
- 1972. április 21.: Road To Alaska

A nagylemezre tervezett dalok közül a My World és az On Time című számok kislemezen jelentek meg.

A Bein' Home a Lost & Found és a Gibb Treasures válogatáslemezeken jelent meg, az And For You, a Goodbye Blue Sky és a The Happiest Days Of Your Life számok későbbiekben sem jelentek meg.

## Közreműködők
- Barry Gibb – ének, gitár
- Robin Gibb – ének
- Maurice Gibb – ének, basszusgitár, zongora, gitár, Moog-szintetizátor, orgona
- Geoff Bridgford : dob
- Clemente Cattini – dob
- Alan Kendall – gitár
- stúdiózenekar Bill Shepherd vezényletével
- stúdiózenekar Gerry Shury vezényletével

## A nagylemez megjelenése országonként
- Ausztrália Spin EL 34631 1972
- Belgium Polydor 2383 139 1972
- Brazília Polydor 2383 139 1972
- Egyesült Államok Atco SD-7012 1972
- Egyesült Királyság Polydor 2383 139 1972
- Hollandia Polydor 2383 139 1972
- Japán Polydor MP2274 1972, RSO MWF1053 1978, CD: Polydor POCP2232 1992, Polydor/Universal UICY-3811 2004
- Malajzia Polydor 2383 139 1972
- Németország Polydor 2383 139 1972
- Olaszország Polydor 2383 139 1972
- Peru Polydor 2383 139 1972
- Uruguay Polydor 2383 168 1972

## Az album dalaiból megjelent kislemezek, EP-k
- Run To Me / Road To Alaska: Ausztrália Spin EK-4735 1972, Belgium Polydor 2058 255  1972, Brazília Polydor 2058 255  1972, Dél-afrikai Köztársaság Polydor PS 219  1972, Egyesült Államok Atco 45-6896  1972, Egyesült Királyság Polydor 2058 255  1972, Franciaország Polydor 2058 255  1972, Hollandia Polydor 2058 255  1972, Japán Polydor DP-1878  1972, Jugoszlávia Polydor / RTB S 536 36  1972, Kanada Atco 45-6896  1972, Németország Polydor 2058 255  1972,
- Alive / Paper Mache, Cabbages and Kings: Ausztrália Spin EK-4895 1972, Belgium Polydor 2058 304 1972, Egyesült Államok Atco 45-6909 1972, Franciaország Polydor 2058 304 1972, HollandiaPolydor 2058 304 1972, Japán Polydor DP-1893 1972, Jugoszlávia RTB S53679 1972, Kanada Atco 45-6909 1972, Németország Polydor 2058 304 1972, Portugália Polydor 2058 304 1972, SpanyolországPolydor 2058 304 1972, Új-Zéland Spin EK-4895 1972
- Sea Of Smiling Faces / Please Don't Turn Out The Lights Japán Polydor DP-1887 1972

EP-k
- My World / How Can You Mend a Broken Heart / Run To Me / Don’t Wanna Live Inside Myself Thaiföld KS 030
- Run To Me (Corre hacia mí) / Road To Alaska (Camino a Alaska) / Dont' Wanna Live Inside Myself (No quiero vivir encerrado en mí mismo) / Saved By The Bell (Salvado por la campana) Mexikó Polydor 2225 073 1972
- Run To Me / Sweetheart / Road To Alaska / Dearest Malajzia SAS ZI 1206 1972, Szingapúr Polydor 2229 074 1972
- Run To Me / I.O.I.O / Road To Alaska / Sweetheart / Man For All Seasons / And the Sun Will Shine Japán Polydor KP-2030 1972
- Run To Me / We Lost The Road / Alive / I Held a Party Argentína Polydor 2229 089 1972
- Run To Me / Sea Of Smiling Faces / Alive / Road To Alaska Brazília Polydor 2229 092  1972
- Paper Mache, Cabbages and Kings / I Held a Party / Alive / Run To Me Malajzia Polydor 2269 1972
- I Started a Joke / Run To Me / Words / Don’t Forget To Remember Polydor 2252 107 1974

## Eladott példányok
A To Whom it May Concern  lemezből  a Amerikában 100 000, a világ összes összes országában összesen 300 000 példány kelt el.

## Number One helyezés a világban
A lemez dalaiból nem született Number One.